# Płonka (Lublin)
Pour les articles homonymes, voir Płonka.
Płonka (prononciation : [ˈpwɔŋka]) est un village polonais de la gmina de Rudnik dans le powiat de Krasnystaw de la voïvodie de Lublin dans l'est de la Pologne.
Il se situe à environ 6 kilomètres au sud de Rudnik (siège de la gmina), 23 kilomètres au sud-ouest de Krasnystaw (siège du powiat) et 55 kilomètres au sud-est de Lublin (capitale de la voïvodie).
Le village compte approximativement une population de 350 habitants.

## Histoire
De 1975 à 1998, le village est attaché administrativement à la Voïvodie de Zamość.

Depuis 1999, il fait partie de la nouvelle voïvodie de Lublin.